# Ариоса, Себастьян
Себастья́н Арио́са (исп. Sergio Sebastián Ariosa Moreira; 5 июня 1985, Монтевидео) — уругвайский футболист, левый защитник, выступавший в 2000-е и 2010-е в «Дефенсор Спортинге» и парагвайских командах. С середины июня 2013 по август 2015 года приостанавливал карьеру из-за обнаруженной опухоли средостения, после чего сумел вернуться в профессиональный футбол.

## Биография
Себастьян Ариоса является воспитанником «Дефенсора», в основе которого дебютировал в 2004 году. В 2008 году Себастьян помог своей команде завоевать четвёртый чемпионский титул в Уругвае. Ариоса на протяжении нескольких лет был одним из лидеров «Фиолетовых», пока в 2011 году не был продан в «Олимпию». Ариоса был одним из ключевых игроков в Клаусуре 2011 года, которую выиграла «Олимпия», прервав, тем самым, 11-летний перерыв, во время которого «Олимпия» не могла выиграть ни единого чемпионата Парагвая.
В 2012 году Ариоса продолжал оставаться игроком основы в своём клубе, хотя провёл несколько меньше матчей. 2013 год Ариоса вновь начал неоспоримым игроком основы — с февраля по май он провёл 8 матчей в Апертуре Парагвая, а также 11 матчей Кубка Либертадорес. Почти во всех уругваец выходил в основе, за исключением ответного матча предварительного раунда против своей бывшей команды — «Дефенсора» (2:0), когда он вышел на замену, а также первого четвертьфинального матча турнира против «Флуминенсе» (0:0), в котором Ариоса вышел на замену Хорхе Баэсу на 56-й минуте. Эти 34 минуты на поле стали последним на данный момент матчем в карьере Ариосы.
19 июня 2013 года Себастьян Ариоса в эфире асунсьонской радиостанции 1080 AM объявил о завершении карьеры футболиста из-за обнаруженного у него рака, а точнее, опухоли средостения. Кроме того, Ариоса отметил, что он разрывает контракт с «Олимпией» ещё и потому, что клуб не выплачивал ему зарплату на протяжении девяти месяцев.

Когда я узнал, что болен раком средостения, и когда я только слышу это слово, то становится по-настоящему плохо. Предстоит очень долгая борьба, но я надеюсь справиться с этим при поддержке своей семьи и друзей. Я не получал зарплату на протяжении 9 месяцев… Всякое терпение имеет предел.— Себастьян Ариоса, 19 июня 2013.
Ариоса уехал на лечение на родину, в Монтевидео. Его агенты добиваются выплаты долга по зарплате от «Олимпии», которая в итоге сумела выйти в финал Кубка Либертадорес.
24 февраля 2015 года «Дефенсор Спортинг» подписал контракт с Ариосой. Себастьян вернулся на поле 13 августа того же года в матче Южноамериканского кубка против «Боливара», который завершился со счётом 3:0 в пользу уругвайцев. Ариоса провёл всю игру без замены.
В 2016 году вернулся в Парагвай, где провёл три сезона за «Спортиво Лукеньо». Завершил карьеру футболиста в 2019 году в «Спортиво Сан-Лоренсо».
Себастьян, в первый период пребывания в «Дефенсоре», вызывался в расположение сборной Уругвая, но так и не дебютировал в национальной команде.

## Титулы и достижения
- Чемпион Уругвая (1): 2007/08
- Чемпион Парагвая (1): Клаусура 2011